# Alain Wegscheider
 (avril 2014).
Œuvres principales
Mon CV dans ta gueule
Alain Wegscheider est un écrivain français né à Rouen en mai 1969.

## Biographie
Consultant chargé de mettre en place des systèmes d’information pour de grands industriels, Alain Wegscheider publie son premier roman Mon CV dans ta gueule en 1998. Il a par la suite écrit Ni dieu ni coca.
Il obtient un succès relatif avec ce premier roman. Il s'agit de l'histoire d'un jeune diplômé contraint après une longue période de chômage d'accepter de travailler comme intérimaire dans le service de réception des marchandises d'une usine pharmaceutique. Là, il va faire la connaissance de Gabrielle dont il tombe amoureux. Sa fréquentation le changera un peu de celle de son étrange ami Thomas, lui aussi jeune diplômé chômeur, mais ayant refusé de s'abaisser à accepter un poste sous-qualifié et passant son temps à élaborer des stratagèmes, sombrant parfois dans le morbide, pour enfin trouver un emploi.
En mars 2003, il publie État dynamique des stocks, pamphlet contre l'esclavagisme moderne et le trafic d'êtres humains.
Les mêmes personnages d'Alain Wegsheider se retrouvent d'un roman à l'autre, avec des rôles sensiblement différents.

## Œuvres
- Mon CV dans ta gueule, Éd. Pétrelle, 1998.
- Ni Dieu ni coca, Éd. Pétrelle, 2000.
- État dynamique des stocks, Calmann-Lévy, 2003.